# Ferrovia Cosenza-Sibari
La ferrovia Cosenza-Sibari è un'importante linea ferroviaria calabrese di RFI di collegamento trasversale tra la ferrovia Jonica e la città di Cosenza e, tramite la nuova linea per Paola, con la Tirrenica Meridionale.

## Storia
| Tratta                      | Inaugurazione    |
| --------------------------- | ---------------- |
| Sibari-Spezzano Albanese    | 16 novembre 1876 |
| Spezzano Albanese-Majolungo | 5 maggio 1877    |
| Cosenza-Frassia             | 16 luglio 1877   |
| Majolungo-Frassia           | 18 gennaio 1879  |

La linea è una tra le più antiche della regione; la sua realizzazione infatti precede la stessa Tirrenica.
La linea aveva lo scopo di togliere dall'isolamento la città di Cosenza, l'area silana e della valle del Crati collegandole per mezzo della realizzanda linea per Taranto ai mercati del nord Italia; faceva parte di quelle ferrovie Calabro-Sicule che avrebbe dovuto realizzare la Società Vittorio Emanuele ma in seguito al suo fallimento, nel 1872, venne iniziata e completata dalla Società Italiana per le strade ferrate meridionali dietro incarico avuto dal governo. Il 16 novembre 1876 infatti la stazione di Sibari, posta sulla Jonica divenne stazione di diramazione in seguito all'apertura del tratto di collegamento con la Stazione di Spezzano Albanese. Da tale stazione poi, nel 1915, venne realizzato il congiungimento con Castrovillari mediante la linea a scartamento ridotto delle Ferrovie Calabro Lucane che partiva dalla stazione comune di Spezzano Albanese con un tratto di qualche km a doppio scartamento. Dal 5 maggio 1877 Spezzano venne collegato a Majolungo con 11 km di linea ferrata, mentre il 16 luglio 1877 venivano aperti 33 km di tracciato da Cosenza a Frassia e infine il 18 gennaio 1879 con l'ultimo tratto, di 9 km da Majolungo a Frassia, il più difficile a causa dello scavo di una galleria in ascesa dalla vallata del Crati verso San Marco Roggiano veniva completata l'intera linea.	
Quando venne progettata si prevedeva la prosecuzione da Cosenza verso il sud, lungo la valle del Savuto, fino a raggiungere il mare nei pressi di Nocera Terinese seguendo un percorso alquanto simile a quello dell'autostrada Salerno Reggio-Calabria. Questo tratto, previsto anche dalla Legge Baccarini del 1879, venne realizzato soltanto per i primi 9 km, fino a Pietrafitta e si costruì in seguito il solo collegamento con Paola che, essendo a cremagliera e quindi a bassissima potenzialità di trasporto, non rappresentò mai un reale mezzo di sviluppo del traffico merci dell'area silana.
La linea venne esercita inizialmente con trazione a vapore, poi alla fine degli anni trenta vennero immesse in servizio automotrici che abbreviarono i tempi di percorrenza. Alla fine degli anni sessanta vennero assegnate al Deposito Locomotive di Cosenza alcune Locomotive diesel D.341 che sostituirono le locomotive a vapore nei servizi viaggiatori. Il traffico si mantenne modesto fino all'apertura della nuova linea per Paola:
la nuova stazione di Cosenza aprì all'esercizio il 31 maggio 1987 e i servizi con l'attivazione dell'orario estivo. La nuova linea attivava, attraverso la Galleria Santomarco, anche il collegamento costiero tirrenico verso sud in direzione della Stazione di San Lucido e il collegamento verso nord a Paola. In seguito alla elettrificazione dell'intera tratta negli anni novanta la linea ha assunto finalmente un ruolo importante di collegamento ferroviario tra Calabria e Sicilia e la direttrice adriatica.
L'11 aprile 2001 venne attivata la variante di tracciato fra le stazioni di San Marco e Mongrassano.
Il 12 dicembre 2010 le stazioni di Acri-Bisignano-Luzzi, Cassano allo Jonio e Montalto-Rose vennero declassate a posti di movimento.

## Caratteristiche
|  | Unknown route-map component "CONTgq" | Unknown route-map component "STR+r" |  |

|  | Station on track |

|  |  | Unknown route-map component "ABZgl" | Unknown route-map component "CONTfq" |

|  | Unknown route-map component "eBHF" |

| Unknown route-map component "exCONTgq" | Unknown route-map component "eABZg+r" |

|  | Straight track |

|  | Unknown route-map component "hKRZWae" |

| Unknown route-map component "exKDSTa" | Non-passenger station/depot on track |

| Unknown route-map component "exCONTr+g" | Straight track |

|  | Unknown route-map component "hKRZWae" |

|  | Unknown route-map component "HSTeBHF" + Unknown route-map component "lBST" |

|  | Unknown route-map component "SKRZ-Au" |

|  | Station on track |

|  |  | Unknown route-map component "eKRWgl" | Unknown route-map component "exKRW+r" |

|  |  | Enter and exit tunnel | Unknown route-map component "exSTR" |

|  |  | Enter and exit short tunnel | Unknown route-map component "exBHF" |

|  |  | Enter and exit tunnel | Unknown route-map component "exSTR" |

|  |  | Unknown route-map component "eKRWg+l" | Unknown route-map component "exKRWr" |

|  | Non-passenger station/depot on track |

|  | Station on track |

|  | Unknown route-map component "SKRZ-Au" |

|  | Unknown route-map component "eBHF" |

|  | Non-passenger station/depot on track |

|  | Unknown route-map component "kABZg3" |

| Unknown route-map component "dCONTgq" | Unknown route-map component "kABZr+12" | Unknown route-map component "STR+k34" | Unknown route-map component "d" |

|  | Unknown route-map component "kABZg+4" |

| Unknown route-map component "exCONTgq" | Unknown route-map component "eABZg+r" |

|  | Station on track |

| Unknown route-map component "exSTR+l" | Unknown route-map component "exSTRq" | Unknown route-map component "eABZgr" |  |

| Unknown route-map component "exSTR" |  | Small bridge over water |  |

| Unknown route-map component "exSTR" |  | Small bridge over water |  |

| Unknown route-map component "exSTR" | Unknown route-map component "KBHFa-L" | Unknown route-map component "BHF-R" |  |

| Unknown route-map component "exSTR" | Unknown route-map component "KRWgl" | Unknown route-map component "KRWg+r" |  |

| Unknown route-map component "exSTR" | Continuation forward | Straight track |  |

| Unknown route-map component "exSTR" |  | Unknown route-map component "ENDEe" |  |

| Unknown route-map component "exKBHFe" |

La ferrovia Cosenza-Sibari venne costruita a semplice binario ed esercita con trazione a vapore. Fino agli anni ottanta ebbe anche un tratto a doppio scartamento in comune con le Ferrovie Calabro Lucane da Spezzano Albanese a Bivio Castrovillari. Dalla stessa stazione intorno al 1912 venne costruita, da parte dell'impresa tedesca Rueping , una Ferrovia forestale privata per la frazione di Saracena denominata Zoccalia, ma non venne mai realizzata una diramazione FCL per Salina di Lungro.
Recentemente è stata riammodernata con sostituzione di binari e traverse, con eliminazione del doppio scartamento, e conseguente aumento del carico assiale ammesso. Oggi è una linea RFI a semplice binario elettrificata a corrente continua a 3000 volt. In prossimità della Stazione di Castiglione Cosentino si biforca permettendo il collegamento diretto con la Ferrovia Paola-Cosenza e la Tirrenica. Sono state eseguite anche delle varianti di tracciato per adeguare la tratta a maggiore acclività. Il tratto terminale tra Castiglione e Cosenza è a doppio binario.